# Інгігерд Норвезька
Інгігерд Гаральдсдоттер або Інгігерд Норвезька (давньоскан. Ingigerðr Haraldsdóttir , 1046 — бл. 1120) — норвезька принцеса, яка шляхом послідовних шлюбів стала королевою Данії та Швеції. Її чоловіками були Олаф I Данський (помер 1095 року) і Філіп Шведський (помер 1118 року).

## Життєпис
Інгігерд Гаральдсдоттер — дочка норвезького короля Гаральда Хардради та Єлизавети Ярославни Київської, а отже, правнучкою шведського короля Улофа Шетконунґа та внучкою Ярослава Мудрого, великого князя Київського. Дослідники середньовіччя як Пер Улав Рейнтонстверджують, що Інгігерд народилась в Осло разом зі своєю сестрою Марією у час після повернення Гаральда та Єлизавети з Києва до Осло зимою 1044 року.
Відповідно до саг король Гаральд взяв зі собою Єлизавету та двох дочок Марію та Інгігерд, коли вирушив підкорювати Англію в 1066 році. Інгігерд разом з матір'ю і сестрою супроводжувала їх частину шляху, але потім жінки залишилися їх чекати на Оркнейських островах. Гаральд та Ойстен загинули в битві при Стемфорд Брідж.
Вона вперше вийшла заміж за Олафа I Данського приблизно в 1067 році в шлюбі, укладеному як частина мирного договору між Данією і Норвегією; для подальшого зміцнення союзу зведена сестра Улофа, Інгерід, вийшла заміж за короля Олафа Спокійного, який був братом королеви Інгігерд. Інгігерд стала королевою Данії, коли Улоф став королем у 1086 році.
Після його смерті в 1095 році королева-вдова вирушила до Швеції, де в 1095 або 1096 році вийшла заміж за Філіп Гальстенссон племінника короля Інґе Старшого Філіпа. Він став королем у 1105 році, зробивши її королевою вдруге. Про другий шлюб деталі невідомі. Вона овдовіла в 1118 році. Роки її народження та смерті не підтверджені, але відомо, що вона пережила свого другого чоловіка.